# Patere
«Patere», nacida como María Teresa de Vega Giménez (Astorga, 6 de mayo de 1959 – El Barco de Valdeorras, 28 de noviembre de 2011), fue una pintora, ilustradora, modeladora, escritora e historiadora del arte española. Su abuelo fue el médico y político Rafael de Vega Barrera. Se licenció en Filosofía y Letras (División de Geografía e Historia: Sección de Historia del Arte, Sección de Historia Antigua y Sección de Arqueología) por la Universidad de Valladolid. Tras realizar prácticas en el Museo Nacional de Escultura de Valladolid y ser becaria en el Museo Arqueológico Provincial de la misma ciudad, se afincó en El Barco de Valdeorras (provincia de Orense), donde transcurriría casi la mitad de su vida y desarrollaría el grueso de su obra artística.
Entre 1999 y 2003 fue concejala del municipio de El Barco de Valdeorras, localidad donde también impartió clases de pintura. En sus últimos años de vida fue directora de bellas artes del Instituto de Estudios Valdeorreses, cuya biblioteca, ubicada en la Casa Grande de Viloira, lleva su nombre desde el 16 de diciembre de 2011. Es autora del volumen Imágenes exentas del Niño Jesús: historia, iconografía y evolución (1984, Caja de Ahorros Provincial de Valladolid), y coautora del volumen Villa y Pazo do Castro (2002, Asociación de Amigos del Museo), ambos ilustrados por ella misma. Su hijo, el escritor Miguel Garrido de Vega, dedicó su novela Meigallo (2017) a su memoria.

## Técnica y estilo
Autodidacta desde niña y versada en diversas técnicas pictóricas como la acuarela o la ilustración mediante plumilla o carboncillo, utilizó principalmente el acrílico en su producción sobre lienzo. Sus cuadros —«coloristas, cargados de alegría y optimismo»—, estuvieron fuertemente influenciados por el estilo naíf de Henri Rousseau, si bien su obra artística también abarcó formatos como la pintura sobre figuras de arcilla y pasta de papel modeladas por ella misma, planchas de pizarra, calabazas de peregrino, cantos rodados, mobiliario doméstico o los muros exteriores del Centro de Educación Infantil y Primaria Julio Gurriarán (El Barco de Valdeorras), entre otros. 

## Temas
A nivel temático, su obra estuvo vinculada al mundo rural, la infancia, la familia, las escenas cotidianas o las fiestas tradicionales de las tierras en las que vivió o con las que tuvo alguna relación personal, siendo también posible encontrar aspectos ecologistas y de fantasía en las mismas. No obstante lo anterior, la protagonista indiscutible de su obra fue siempre la figura de la mujer, a quien dedicó una de sus exposiciones más emblemáticas: tanto aquellas anónimas con oficios comunes —por ejemplo, lavanderas, palilleras, pastoras, ganaderas— como aquellas más conocidas a lo largo de la historia —la princesa de Éboli, Eugenia_Martínez_Vallejo (conocida como La monstrua) o la emperatriz china Cixí, entre otras.

## Exposiciones
Su obra se mostró al público tanto en exposiciones individuales como colectivas; entre otras, en las siguientes:
- Individual - Sala Pereiras, O Cebreiro (Lugo), 1997.
- Individual - Sala de Caixa Ourense, El Barco , 1998.
- Individual - Sala de Caixanova, O Barco, 2006.
- Individual - Hórreo Filandón, O Cebreiro, Lugo, 2006.
- Individual - Sala Luis de Ajuria, Caja Vital, Vitoria, 2008/2009
- Colectiva - Valdearte, VI edición, Casa grande de Viloira, El Barco, 1997.
- Colectiva - Mosteiro de Xagoaza, El Barco, 1999.
- Colectiva - Pazo de O Castro, El Barco, 2000.
- Colectiva - Galería Sargadelos, El Barco, 2005.
- Colectiva - II Feria de Arte y Artesanía Sobradelo, Carballeda de Valdeorras, 2006.
- Colectiva - Galería Dosmilvacas, Ponferrada, 2007.

## Murales, cartelería e ilustración
Su obra también abarcó murales, carteles para instituciones y eventos e ilustraciones, entre otros:
- Cartel IV Encuentro de peregrinos, O Cebreiro, Lugo, 1997.
- Murales del CEIP Julio Gurriarán de O Barco, 1997 y 2000.
- Pintura para el Concello de O Barco, festividad de Reyes, 1999.
- Dibujo para la Cofradía Gastronómica de San Mauro, 2000.
- Etiqueta, programa y cartel para la Serenísima Orden del Godello, 2000.
- Cartel de Carnaval, O Barco, 2000.
- Cartel para las fiestas de Santa Rita de O Barco, 2000.
- Cartel 1ª Romería Hispano-Lusa, Carballeda de Valdeorras, 2000.
- Cartel III Feira do Viño de Valdeorras, primer premio, 2000.
- Cartel IV Feira do Viño de Valdeorras, 2001.
- Portada de los Cuadernos Monográficos 34 y 35 correspondientes a la VIII y IX Semana de Historia del Instituto de Estudios Valdeorreses, 2001.
- Logo y cartel de la Asociación Vagalume y Vagalume literaria, 2002.
- Cartel de la Semana de Cine de O Barco, cineclub Groucho Marx, 2002.
- Cartel V Feira do Viño de Valdeorras, 2002.
- Ilustraciones del libro Segadores en Castela; esclavos de sol a sol, de Antonio Castro Voces.
- Cartel para el Hospital Comarcal Valdeorras, campaña Espacios libres de humo, 2003.
- Cartel y carpetas para la XI Semana de Historia del I.E.V., 2004.
- Anagrama para la Asociación de Adegueiros de Valdeorras, 2005.
- Señalizador de libros, Librería Praxis, o Barco, 2006.
- Cartelón, cartel, dípticos y carpetas XII Semana Hª, I.E.V. 2006.
- Cartel Fiestas del Cristo, O Barco, 2006.
- Cartelón, cartel, dípticos y carpetas XIII Semana Hª, I.E.V. 2010.